# 17914 Joannelee
17914 Joannelee (1999 FA54) là một tiểu hành tinh vành đai chính được phát hiện ngày 20 tháng 3 năm 1999 bởi nhóm nghiên cứu tiểu hành tinh gần Trái Đất phòng thí nghiệm Lincoln ở Socorro.